# Janet Bloomfield
Janet Elizabeth Bloomfield (de soltera Hood; 10 de octubre de 1953 - 2 de abril de 2007) fue una activista británica por la paz y el desarme que presidió la Campaña por el Desarme Nuclear (CND) de 1993 a 1996.

## Trayectoria
Nacida en Newcastle-under-Lyme, Staffordshire, Inglaterra, se educó en Abbeydale Grange School, en Sheffield y  estudió en la Universidad de Sussex, donde obtuvo una licenciatura (con honores) en Geografía. 
Bloomfield fue la presidenta de la CND, la organización para la paz y el desarme más importante en Europa desde 1993 a 1996. Durante este tiempo participó en el desarrollo de la campaña de la CND de la Conferencia de Revisión y Prórroga del Tratado de No Proliferación  Nuclear de 1995, que incluía el Plan para un mundo libre de armas nucleares.
Estuvo activa en el movimiento antinuclear desde 1981. Fue secretaria del grupo local, consejo nacional y ejecutiva, trabajadora regional en West Midlands para la CND. Fue Vicepresidenta Nacional durante dos años antes de ser elegida Presidenta en 1993. Era vicepresidenta honoraria de la CND en el momento de su muerte. 
Fue consultora (vicepresidenta de 1994 a 1997) de la Oficina Internacional de la Paz con sede en Ginebra, una red ganadora del Premio Nobel de la Paz de organizaciones pacifistas no alineadas de 44 países. Fue miembro del Consejo Global de Abolición 2000, de la Red Global para la Eliminación de las Armas Nucleares  y convocó el Grupo de Trabajo de Abolición de la Campaña llamada Abolición Ahora, en el año 2000.
Bloomfield también organizó la campaña contra las ferias de comercio de armas en el Centro Nacional de Exposiciones de Birmingham en 1991. Organizó y dirigió la Peregrinación del Espejo Atómico de 1996 por sitios nucleares y sagrados de Inglaterra, Escocia y Gales. 
Fue consultora del Oxford Research Group. 
Después de 1997, el trabajo principal de Bloomfield fue el de coordinadora del Atomic Mirror en el Reino Unido, cuyo objetivo es crear un mundo libre de armas nucleares. Atomic Mirror trabaja con activistas, artistas y pueblos indígenas de lugares con centrales nucleares, a la vez que desarrolla iniciativas y actividades conjuntas para concienciar al público de que se aboliesen las armas y la energía nuclear.The Atomic Mirror es miembro fundador del Programa de Conciencización sobre Armas de Destrucción Masiva, del cual Bloomfield fue la portavoz.

## Afiliaciones
- Signataria de la Carta 88 y miembro del Proyecto Británico-Americano .
- Se unió al Partido Verde en 1996.
- Miembro de la Reunión Mensual Thaxted de la Sociedad Religiosa de Amigos (Cuáqueros)
- Cosecretario del Grupo de Trabajo en Red y Campañas por la Paz del Testimonio Social y de Paz de los Cuáqueros.

## Familia
Se casó con Richard Bloomfield en 1976; tuvieron dos hijos.; Lucy y Robin.